# José Moncasi Sangenís
José Moncasi y Sangenís (Zaragoza, 6 de mayo de 1907-Barbastro, 31 de julio de 1936) fue un abogado y político español, profesor titular de Derecho Penal de la Universidad de Zaragoza y diputado en las Cortes republicanas.

## Biografía

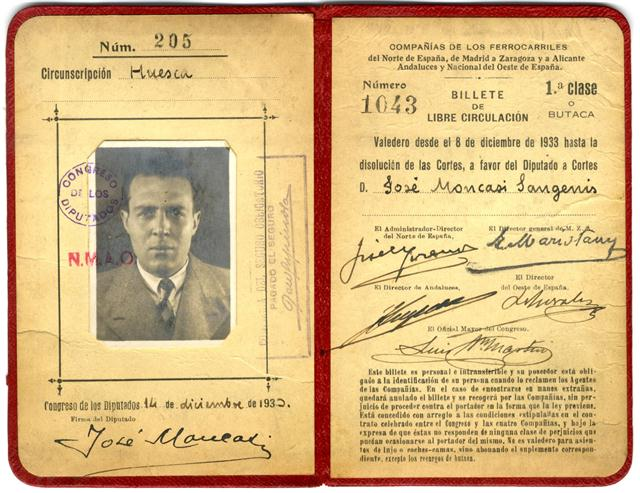
Acta de diputado de José Moncasi Sangenís

José Moncasi Sangenís nació en Zaragoza, el 6 de mayo de 1907, pasó su infancia y largas temporadas de su juventud en Albelda, en la provincia de Huesca.
Cursó el bachillerato en Huesca y Lérida y en la Universidad de Zaragoza las carreras de Derecho y Filosofía y Letras, obteniendo a los veinte años el doctorado en la primera de estas facultades. Con vocación para la enseñanza, opositó a un puesto de profesor auxiliar en la Facultad de Derecho de la Universidad de Zaragoza, oposición que ganó y por la que se le nombró profesor titular de la cátedra de Derecho penal.
La familia Moncasi fue de tradición política en la provincia de Huesca pues tanto su padre, José Moncasi Cudós quien fue elegido diputado por Huesca, como sus tíos Manuel León Moncasi Castel, diputado a Cortes por el distrito de Benabarre; Gregorio Moncasi Castel, diputado provincial por el distrito electoral de Fraga, y diputado a Cortes por el distrito de Cervera; y Francisco Moncasi Castel, diputado a Cortes por el distrito de Benabarre, representando luego a Huesca en el Senado, como senador vitalicio por nombramiento del presidente del Gobierno Práxedes Mateo Sagasta, se mantuvieron en la escena política española durante todo el siglo XIX, por lo que no es de extrañar que José Moncasi Sangenís, recién cumplidos los veintiséis años, se presentará como candidato por la coalición Acción Agraria Altoaragonesa, por la provincia de Huesca en las elecciones de diputados a Cortes, del 19 de noviembre de 1933, obteniendo 31 487 votos, siendo el diputado más joven que ha tenido Aragón en las Cortes Españolas hasta entonces. Fue asesinado en Barbastro el 31 de julio de 1936.

## Aragoneses contemporáneos
Este libro, escrito por Fernando Castán Palomar, lo define como "Uno de los jóvenes batalladores en el campo de la política es este don José Moncasi Sangenís, cuyo nombre ha destacado ya entre las avanzadas aragonesas de esta hora. Nacido en Zaragoza, el 6 de mayo de 1907, pasó su infancia en Albelda, provincia de Huesca, y luego en la capital y en Lérida cursó el bachillerato. Volvió a Zaragoza, en cuya Universidad cursó la carrera de Derecho y la de Filosofía y Letras, y a los veinte años, con el doctorado en la primera de esas Facultades, puso término a sus estudios, en los que había logrado las más brillantes calificaciones. Con vocación para la enseñanza, opositó a un puesto de profesor auxiliar en la Facultad de Derecho de Zaragoza, oposición de la que salió victorioso; nombrado responsable de la cátedra de Derecho penal. Recién cumplidos los veintiséis años, Huesca, donde había realizado una intensa labor social, lo eligió diputado a Cortes (19 de noviembre de 1933), puesto para el que presentaba su candidatura con carácter de agrario y nuevamente resultó elegido diputado por la comarca de la Litera en las elecciones del 16 de febrero de 1936 por la Confederación Española de Derechas Autónomas.
En lo que va de siglo no ha tenido Aragón un diputado más joven que el señor Moncasi. Esta circunstancia fue comentada, cuando su elección, por varios periódicos españoles; uno de ellos, Informaciones, dijo: "El socialismo católico aragonés tiene en el señor Moncasi Sangenís uno de sus más firmes sostenes, ya que en él convergen innumerables valores intelectuales y cuenta, además, con la fuerza maravillosa de la juventud, pues es el más joven, en lo que va de siglo, de los diputados de Aragón". Su amplia cultura; su oratoria fácil, fluida y brillante; su brío en la defensa de sus ideales; todo ha rodeado prestamente al señor Moncasi Sangenís de esa aureola de que se habló al encabezar esta nota biográfica".